# Ugarchin
Ugarchin (en búlgaro: Угърчин) es una ciudad de Bulgaria en la provincia de Lovech.

## Geografía
Se encuentra a una altitud de 267 m s. n. m. a 130 km de la capital nacional, Sofía.

## Demografía
Según estimación 2012 contaba con una población de 2 410 habitantes.
|         | 2004  | 2005  | 2006  | 2007  | 2008  | 2009  | 2010  |
| Mujeres | 1 570 | 1 545 | 1 531 | 1 517 | 1 497 | 1 474 | 1 440 |
| Varones | 1 470 | 1 438 | 1 413 | 1 400 | 1 389 | 1 358 | 1 334 |
| Total   | 3 040 | 2 983 | 2 944 | 2 917 | 2 886 | 2 832 | 2 774 |